# One Mango, Please
«One Mango, Please» —  российский короткометражный художественный фильм режиссёра и сценариста Надежды Михалковой.

## Сюжет
Супружеская пара тайцев — жена, — Нарак (Нонгкран Инсанг) и её муж — (Нусара Бунмалерт) прилетела в Россию на заработки. На родине у них осталась большая семья, которая нуждается в их финансовой помощи. Нарак устраивается на работу няней, но её муж Сагда работу найти не смог, увлекается азартными играми и проигрывает всё, что заработала жена. Нарак сближается со своей подопечной, маленькой девочкой. Несмотря на юный возраст, та становится единственным по-настоящему близким ей человеком в чужой стране. Женщина по ошибке заживо хоронит своего супруга, но, вовремя осознав свою ошибку, решает дать ему шанс на исправление и спасение семьи.

## В ролях
- Нонгкран Инсанг (озвучивает Яна Гладких)
- Нусара Бунмалерт
- Анна Михалкова
- Александра Прыгунова

## Награды и номинации
Фильм Надежды Михалковой участвовал в конкурсной программе фестивалей «Кинотавр 2020» (программа «Короткий метр») и  «День короткометражного кино», а также был отмечен премией «Золотой орёл» за лучший короткометражный фильм года.